# Dark pattern
Dark Patterns és un terme utilitzat en l'àmbit de l'experiència d'usuari que fa referència a les interfícies d'apps, pàgines web o maquines escurabutxaques que pretenen manipular l'usuari per tal que faci una acció indesitjada, com comprar un producte o registrar-se a una base de dades inconscientment. Quan ens referim al concepte de dark pattern estem parlant de tots aquells trucs o enganys que les empreses fan per tal de prioritzar el benefici de la pròpia empresa fins i tot quan l'usuari viu una experiència que podria lamentar o que mai hauria escollit en altres circumstàncies. Aquest neologisme va ser encunyat per Harry Brignull l'agost de 2010 amb el llançament de la pàgina web darkpatterns.org, una "biblioteca de patrons amb l'objectiu específic de nomenar i aclarir interfícies d'usuari enganyoses" que té com a objectiu visibilitzar aquests patrons que volen manipular a l'usuari.
Zagal et al. (2013) proposa tres proto-definicions del terme dark pattern en el disseny de jocs.
- Proto-definició 1: un dark pattern de disseny de joc és un patró utilitzat intencionadament per un game creator per causar experiències negatives per als jugadors.
- Proto-definició 2: un dark pattern de disseny de joc és un patró utilitzat intencionadament per un game creator per causar experiències negatives per als jugadors sense el consentiment d'aquests jugadors.
- Proto-definició 3: un dark pattern de disseny de joc és un patró utilitzat intencionadament per un game creator per causar experiències negatives per als jugadors que estan en contra dels seus millors interessos i tot això té lloc sense el seu consentiment.

## Formes de Dark Patterns
- Esquer i canvi (Bait and Switch): Quan l'usuari es disposa a fer una cosa, però succeeix una acció completament diferent.
- Anuncis disfressats (Disguised Ads): Anuncis que apareixen amb un altre tipus de contingut, per aconseguir que els usuaris facin clic més fàcilment.
- Continuïtat forçada (Forced Continuity): Patró que sol aparèixer quan es finalitza una prova gratuïta, en el qual l'usuari, prèviament a l'hora de registrar-se, introdueix dades bancàries quan la prova gratuïta arriba a la seva fi del servei es i comença a cobrar a l'usuari sense avisar. No acostumen a donar facilitat per cancel·lar la renovació automàtica.
- Correu brossa amic (Friend Spam): Quan un espai web demana el correu electrònic o permisos de xarxes socials als usuaris, la qual cosa permet al programa tenir accés a la llista d'amics o contactes per enviar correus o notificacions no desitjats sense que l'usuari tingui control.
- Mala direcció (Misdirection): Utilitzar un disseny el qual enfoca l'atenció de l'usuari en altres punts de la web per distreure la seva atenció. És freqüent en pàgines web d'aerolínies a l'hora de contractar algun tipus de servei extra, en el qual l'usuari no s'adona d'haver encarregat un d'aquests serveis extres seleccionats per defecte. Sovint, la web no mostra facilitats a l'hora d'eliminar aquests complements.
- Prevenció de comparació de preus (Price Comparison Prevention): Dificultar a l'hora de comparar el preu d'un producte amb altres dins de la mateixa web. Generalment, s'aconsegueix aquest dark pattern creant diferents paquets on no és senzill calcular el preu unitari dels articles que es troben en el seu interior.
- Motel Roach: El disseny fa senzill que l'usuari entri en una determinada situació. No obstant això, se li dificulta la sortida. En alguns casos de subscripcions, per exemple, és comú veure aquests tipus de patrons.
- Colar-se a la cistella de la compra (Sneak into Basket): Quan un usuari es troba comprant en línia, aquest patró acostuma a afegir elements extres en la cistella virtual de l'usuari que no s'han seleccionat.
- Pregunta trucada (Trick Questions): Es troba a l'hora de registrar-se en algun lloc web, el qual no deixa avançar a l'usuari fins que s'accepten els termes o acceptes que enviïn publicitat al correu electrònic de l'usuari.

Podem catalogar els dark patterns del disseny de jocs segons una classificació que va dur a terme Zagal et al. (2013) on els va separar en tres categories diferents segons l'àmbit al que estan relacionats. Dins d'aquesta classificació trobem els temporals, els monetaris i els basats en el capital social.
- Temporals: l'acció de jugar a videojocs és per alguns una "pèrdua de temps" i aquí això es torna més rellevant pel fet que el jugador és "enganyat" fora del seu temps. En els dark patterns temporals, el temps corre més ràpid o més lent que el que el jugador espera. Algunes de les preguntes que ens podríem fer per determinar si hi ha un dark pattern referit al temps són:
  - Pot el jugador desenvolupar un sentit del compromís de temps necessari per jugar amb èxit?
  - Les expectatives del jugador sobre el compromís de temps avancen significativament amb el temps real necessari?
  - Com de probable és que els jugadors sentin que han "perdut el temps"?

Podem trobar les subdivisions següents:
- Grinding: acció de fer missions repetitives i tedioses per fer progrés en el joc.. És una tècnica molt utilitzada en jocs multijugador massius com World of Warcraft i en jocs de xarxes socials com Farmville.
- Playing by appointment: consisteix en "obligar" a l'usuari a jugar en un cert moment preestablert pel joc en lloc de pel jugador. Un clar exemple el trobem en alguns dels jocs de Pokémon on els Pokémons nocturns només poden ser capturats durant la nit.
- Monetaris: una cosa que encara fa més ràbia que perdre temps és perdre diners. En els dark patterns monetaris el jugador és "enganyat" perquè gasti diners o més diners del que esperava i preveia. Algunes de les preguntes que ens podríem fer per determinar si hi ha un dark pattern referit als diners són:
  - Quina probabilitat té el jugador de penedir-se d'haver gastat diners per jugar?
  - Com és probable que el jugador "perdi de pista" la quantitat de diners que s'ha gastat per jugar?
  - El jugador és conscient del que està obtenint a canvi dels diners que s'està gastant?
  - Com és probable que el jugador gasti diners sense adonar-se en el joc?
  - El jugador és conscient de la quantitat de diners que haurà de gastar per aconseguir els seus objectius en el joc?

Podem trobar les subdivisions següents:
- Pay to skip: permetre al jugador gastar-se diners per completar fites dins d'un joc o en definitiva epr avançar en el joc. Per exemple en el joc Angry Birds, el jugador pot comprar una àliga poderosa que es pot usar per passar automàticament un nivell on es troba estancat.
- Pre-Delibered Content: consisteix en el fet que una part del contingut d'un joc es troba inclòs en el moment de comprar-lo però està deshabilitat fins que el jugador pagui una quota addicional. En el joc Street Fighter X Tekken, els jugadors podien pagar una certa quantitat de diners que gairebé igualava el preu de venda del joc i així desbloquejar dotze personatges més que ja estaven inclosos en el disc però es trobaven desbabilitats.
- Monetized Rivalries (col·loquialment conegut com a Pay to Win): aquells que exploten la competitivitat del jugadors. Fomenten a que les jugadors es gastin diners que en altres situacions no voldrien per tal d'aconseguir un estatus elevat dins del joc perquè se sentin rivals i competidors dignes dels altres jugadors. Candy Crush Saga fomenta aquest tipus de competitivitat mitjançant explícites referències de com de bé el jugador ha superat un nivell en comparació als seus amics de Facebook.
- Basats en el capital social: jugar és sens dubte una activitat social i aquests dark patterns són exemples on els jugadors arrisquen la seva posició i les seves relacions socials. Algunes de les preguntes que ens podríem fer per determinar si hi ha un dark pattern referit als diners són:
  - Es podria disminuir la posició social del jugador (amics, respecte, etc.) a causa del joc?
  - Com de probable és que el jugador senti que ha de jugar principalment a causa d'un sentiment d'obligació social?

Podem trobar les subdivisions següents:
- Social Pyramid Schemes: tots els jocs que fomenten que els jugadors convidin els seus amics a jugar. No obstant, els que utilitzen aquesta tècnica són tots els que et permeten avançar notablement en algun aspecte del joc sempre que tinguis amics dins del joc. Per exemple, el joc Farmville requereix tenir amics dins del joc per tal d'avançar i fer canvis notables.
- Impersonation: comuniquen al jugador accions que altres suposats amics han fet, cosa que mai ha passat. En el joc SimCity Social, els jugadors reben notificacions sobre diferents accions que han fet els seus amics, per exemple "Betty t'ha enviat un regal".

## Patrons de Gambling
Aquests patrons foscos els trobem relacionats en tots aquells aspectes relacionats amb els casinos, encara que actualment en els videojocs també es pot parlar de gambling com a patró fosc, per l'ús de loot boxes (sistema Gacha) per monetitzar el vídeojoc.
Existeixen diversos patrons dedicats a l'efecte gambling ya sigui dintre el joc com fora.
De la seducció a l'engany: Aquest patró està acuradament detallat, el trobem en el disseny dels casinos, per fer sentir a l'usuari la diversió, plaer i riquesa mitjançant l'ús de la combinació de llums, música i fantasia. Per aquest motiu moltes d'aquestes màquines segueixen un estereotip cultural per fer sentir còmode a l'usuari o atreure'l.
Dark patterns en el joc: Aquestes màquines requereixen un aprenentatge mínim, per poder ser mes accessibles a tots els usuaris. Una vegada l'usuari hagi decidit jugar, se li aplicaran diversos dark patterns.
Una disparitat entre les probabilitats reals i percebudes es un dark pattern que es troba a mesura que l'usuari juga, on es creu que el jugador juga amb un factor aleatori, però en realitat un software es dedica a modificar els resultats i simular aquest factor aleatori.
Encara que utilitzen generadors de nombres aleatoris, l'aleatorietat està predeterminada per una tassa de pagament sempre establerta a favor de la casa "casino". De manera que les possibilitats de guanyar beneficis són pràcticament nul·les
A vegades es pot trobar cartells on avisen de la dificultat de les màquines (màquina tova, màquina dura).
El concepte de màquina tova fa referència a les màquines que a mesura que l'usuari va jugant el ràtio d'aconseguir un premi és major, però aquests premis solen ser pocs diners. Aquesta tècnica s'utilitza per retenir més temps a l'usuari, fins al punt que es gasti tots els diners sense adonar-se'n.
Aquestes màquines solen estar connectades a servidors del mateix casino o en servidors generals on accedeix més d'un casino, on ajusten els preus per aconseguir el marge de garanties a favor del casino.
Els botons d'apostes altes són prominents, els botons d'apostes baixes estan ocults: En sistemes Web o videojocs, trobem els botons com abandonar partida, eliminar compte, etc. com botons petits i inclús una mica ocults per dificultar la sortida. D'aquesta manera el jugador se l'incita a seguir jugant mostrant el boto continuar de forma més visible.
En les maquines escurabutxaques, trobem diferents botons, generalment els botons més grans i visibles són els que inciten a l'usuari a gastar més diners. A més l'engany de continuar presentant el premi més gran està vigent en tot moment per motivar al jugador a seguir jugant.
Un d'aquest exemple es troba en la interfície, on els botons de menor aposta si és que existeixen en la maquina, estan ocults per dificultar la utilització, mentre que els de grans quantitats solen ser de major mida i més visibles, també solen ser més còmodes a l'hora de ser premuts per l'usuari, ja que són més accessibles. Inclús hi ha maquines que permeten a l'usuari introduir la targeta de crèdit per així poder seguir jugant tant com l'usuari vulgui. També existeixen botons els quals et permeten realitzar un nombre determinat de partides automàticament.
Al final l'usuari no s'adona que ho està perdent tot, perquè constantment està rebent premis menors, la qual cosa el fa sentir que no està gastant diners, sinó que gasta els beneficis atorgats per la màquina, a més dels seus diners.
Un altre recurs utilitzat per les màquines escurabutxaques són els sons de victòria i derrota, ja que són pràcticament idèntics de manera que quan estàs en estat de Grey Zone, l'usuari no s'adona de si està perdent o guanyant.
Una forma per retenir l'usuari molt habitual, és donar la sensació que quasi guanya el primer premi, aquest efecte és denominat "near miss" quan 2 slots obtenen un 7 i el tercer redueix la velocitat, però a la que l'usuari prem per aturar-lo s'atura en una posició diferent del 7, per donar la sensació de quasi victòria.
Altres pràctiques habituals en sistemes gambling, és el ús d'una moneda virtual, la qual l'adquireixes a partir de diners reals i et permeten jugar a jocs, de manera que l'usuari quan veu que cada tirada li costa una moneda virtual li és més fàcil seguir jugant perquè perd la consciència del valor real d'aquesta moneda. Aquest sistema és utilitzat en maquines escurabutxaques Pachinko.En cas que el jugador tingui algun premi, la maquina l'indicara al jugador el guany en diners reals, mentre que la pèrdua la mantindrà en diners ficticis.
Un altre mode que es van treure de la màniga, es el cas els jocs cooperatius, els quals simulaven una temàtica en la qual els usuaris havien de derrotar a l'enemic de forma cooperativa on cada persona anava introduint diners per tal de seguir jugant.
Això no influïa pas en el joc ni les tecles tampoc, en altres paraules, fes el que fessin es una màquina escurabutxaques amb una pantalla i una temàtica la qual no té progrés i res del que fessin els usuaris afecta.
Actualment en jocs d'aquest tipus com d'apostes, de poker etc. normalment per fer caure al jugador de que participi a jugar, se li atrau amb notificacions, missatges o ve visualment de que el premí cada vega va sent més gran i, per tant, incita a l'usuari a jugar, si una vega ha entrat a jugar, ho intenten retenir fins que aquest no li queda res de diners o bé si per alguna cosa aquest surt de l'estat de Grey Zone i s'adona compte.
A més ofereixen diversos tipos de modes de joc, on cada jugador por escollir a quin mode de joc jugar i quins no, on alguns son cooperatius, altres partides expres, etc. també cal destacar que la comunitat d'aquests tipus de jugadors influeix en la retenció dels usuaris en aquest tipus de jocs.

## Grey Zone o Flow negatiu
En l'estat d'ànim d'un jugador que està molt lluny del que és conegut com a estat de flux (flow), en el que l'activitat produeix una experiència gratificant que els usuaris estan disposats a realitzar per ells mateixos. Quan aquest jugador vol jugar a les màquines de videojocs de tipologia gambling ho fan per evadir-se del seu món real. Això és totalment diferent de l'estat de flux, ja que els usuaris no experimenten claredat i no necessiten cap motivació ni objectiu. És simplement per evadir-se en la fantasia que l'ofereix aquest entorn i maquina.
Natasha Schull explica aquest comportament en el seu llibre Addiction by Design. On entrevista a jugadors reals per explicar les seves experiències perdent el sentit davant la maquina escurabutxaques, on la noció del temps desapareix. El boto automàtic, permet a l'usuari no pressionar cap botó per seguir jugant, aquest efecte impulsa a l'usuari a seguir apostant de manera automàtica i sense control.
Quan un jugador entra en aquest estat, és senzill fer que perdi tots els diners.
Aquest àmbit del gambling va evolucionar sobre la dècada dels anys 2000 on un jove doctor en economia conegut com a Gary Loveman aplica l'extracció de dades al sistema d'informació de jocs d'atzar i crea un programa de lleialtat amb èxit. El qual consisteix a analitzar les dades en temps real per permetre veure quin usuari podria jugar més temps i quins canvis de disseny del joc i el casino eren més rendibles. Per aquest motiu les sales de gambling estan en constant canvi, per oferir aquesta varietat que l'usuari busca i adaptar cada part de la sala a un tipus de jugador determinat.
En aquest llibre, Natasha Schull mostre una taula on compara entre el que vindria a ser un jugador normal a un imbuït per l'estat de la Grey Zone.
Els jugadors normals són anomenats Homo Economicus, mentre que els afectats com a Homo Adictus.
Els Homos Economicus, són aquells que son racional, s'auto maximitzen, orientats cap al futur, són independent, escullen les seves accions indiferentment del ambient o la mediació. Els seus desitjos i referències són estables.
Mentre que el Homo Addictus té anomalies cognitives, errors, solen ser irracionals, son dependent i actuen segons camps de restriccions històriques i contextuals. Els desitjos d'aquest tipus de persona estan en constant canvi a través del compromís sobtat amb substàncies o activitats.